# Daniel Mögling

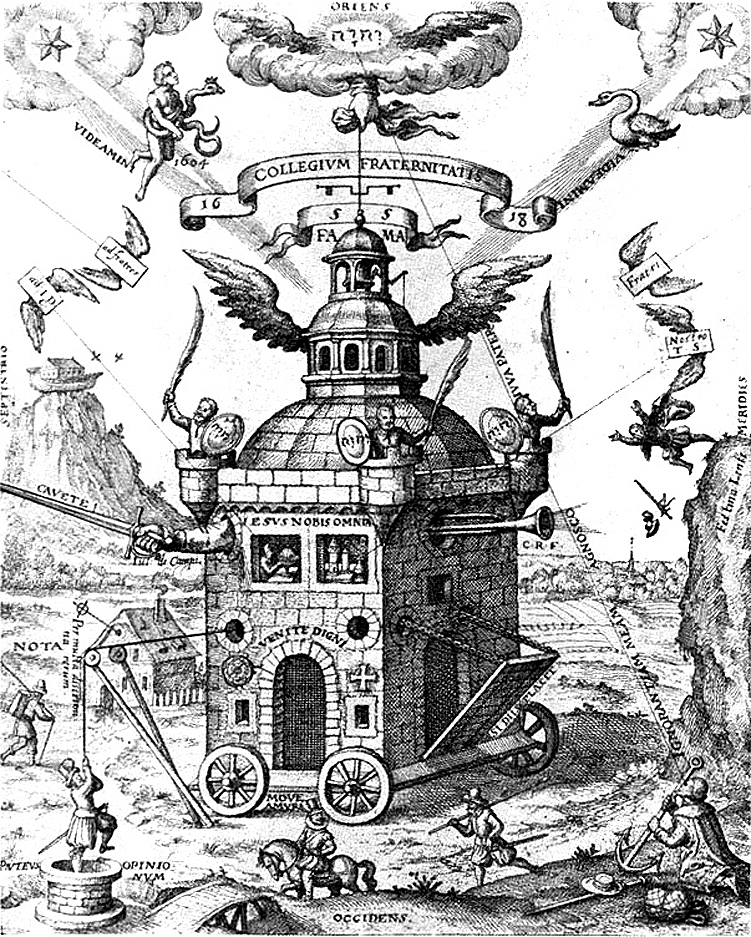
Le Temple de la Rose-Croix
Teophilus Schweighardt Constantiens, 1618

Daniel Mögling (1596 à Böblingen - 1635 à Butzbach) est un médecin et astronome allemand.Il est issu d'une illustre famille de docteurs wurtembergeois qui, au début du XVIe siècle, exercèrent à l'Université de Tübingen. Il fut un des partisans des idées Rose-Croix.
Entre 1614 et 1617 paraissent les manifestes Rosicruciens de la FAMA et de la CONFESSIO ; il s’agissait d’un appel à tous ceux qui désiraient postuler à l’initiation conférée par l’Ordre de la Rose-Croix. Ces écrits suscitèrent d’abord de l’étonnement, puis de véritables attaques venant de quelques calomniateurs, peu nombreux il est vrai, mais très virulents..
En 1617, c'est sous le pseudonyme de "Florentinus de Valentia" qu'il rédige Jhesus Nobis Omnia Rosa Florescens. Cet ouvrage est une réponse aux critiques de Menapius (Friedrich Grick). Mögling y défend la Fraternité de la Rose-Croix, ainsi que les membres de l'ordre. Puis, toujours en 1617, " Pandora ou le miroir de la grâce" qu'il considèrera comme le préliminaire de l'ouvrage suivant publié en 1618, sous le pseudonyme de « Theophilus Schweighardt Constantiensem », "Speculum Sophicum Rhodostauroticum (Miroir de la sagesse des rose-croix). en 1620 Il poursuit son projet de description des travaux de l'Ordre de la Rose-Croix dans "prodromus rhodo-stauroticus parergi philosophici," qui traite de la pierre philosophale.
Une traduction française en existe à la Bibliothèque nationale de France, dans le manuscrit français 17154 (première moitié du XVIIe siècle).